# Palazzo Bartolomeo Lomellino
Il palazzo Bartolomeo Lomellino è un edificio storico italiano, sito in largo Zecca 4, nel centro storico di Genova. È uno dei Palazzi dei Rolli che furono designati, al tempo della Repubblica di Genova, a ospitare gli ospiti di alto rango durante le visite di stato per conto del governo genovese.
L'edificio è fra i 42 palazzi dei rolli selezionati e dichiarati Patrimonio dell'umanità dall'UNESCO il 13 luglio 2006.
Dal 2008 è sottoposto a vincolo di tutela da parte della soprintendenza.
L'edificio è sede dell'Istituto tecnico commerciale "Vittorio Emanuele II".

## Storia e descrizione

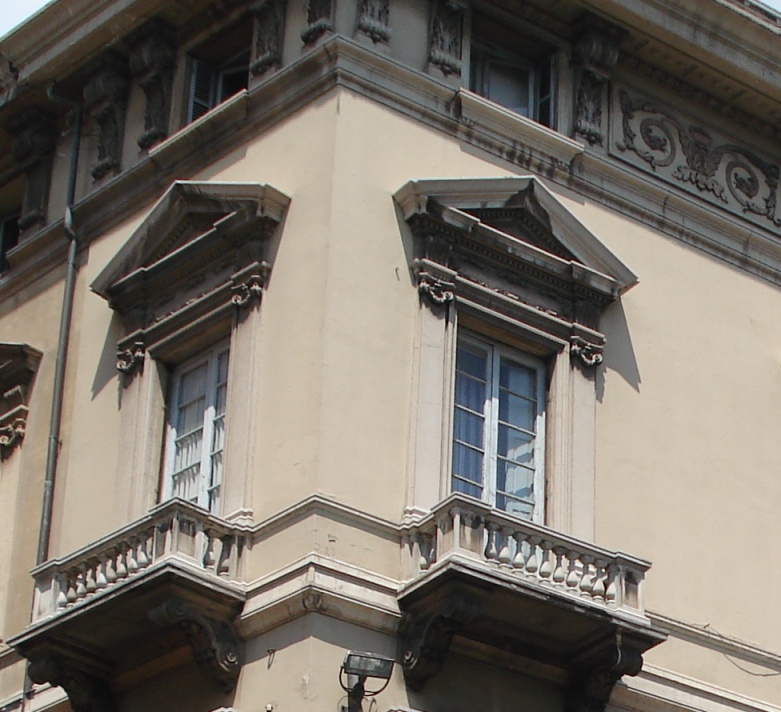
Particolare del cornicione del palazzo

Il palazzo fu costruito fra il 1565 e il 1570 da Bartolomeo Lomellini, fratello del Nicolosio di Strada Nuova (palazzo Nicolosio Lomellino) e nipote d'acquisto di Adamo Centurione. Iscritto nei Rolli di Genova dal 1588 al 1664 (1588, bussolo 2; 1599, bussolo 1; 1664, bussolo 1), rimarrà alla famiglia Lomellini sino al 1757, passando poi per linea femminile ai Rostan Reggio, sinché nel 1892 non fu venduto ai Raggio.
Al centro di un nucleo residenziale che, per i grandi vuoti, appare di carattere suburbano essendo fuori dalla cinta del XII secolo ma dentro le mura vecchie (1320-1536), la volumetria originaria sembra adeguarsi alla conca di Vallechiara. Così come del resto appare dal prospetto Rubensiano, allungato e armonicamente composto negli assi verticali della quadratura pittorica.
Interessante è anche sapere che la fornitura delle colonne (1566) a cura dei maestri Giacomo Guidetti e Giovanni Lurago, abbia come testimone Bernardino Cantone e giudice della qualità Gio Batta Spinola fratello di quel Tommaso committente di Giovan Battista Castello per il portale della casa di santa Caterina.
Nonostante l'acquisto della "villa" di San Bernardo dell'Olivella (1581), sarà soltanto dopo il 1775 che Agostino Lomellino incaricherà Emanuele Andrea Tagliafichi di progettarvi un bel giardino assieme a certi ammodernamenti interni che si colgono nelle tavole di M. P. Gauthier o nei resti leggibili di porte e busti marmorei incorniciati da begli stucchi rococò.
Tutto cambierà dopo la vendita delle eredità di Teresa Lomellino fatta dalla marchesa Elisa Rostan Reggio a Edilio Raggio nel 1892, assieme alla villa di Multedo, dichiarata inalienabile secondo il fedecommesso di B. L.
Il mascheramento dovuto alla scala iniziale di raccordo con lo scalone originario, agli adattamenti di una sede scolastica affittata dal Comune nel 1875 come Istituto tecnico commerciale, ai prolungamenti (1908) e al rinnovo neorinascimentale della facciata (ingegner Lodigiani), renderebbero tutto irriconoscibile se non vi fossero le otto tavole dedicategli da Rubens. A iniziare dai due grandi sbancamenti introdotti dal taglio di Strada Nuovissima (1778-1786, oggi via Cairoli) sino a quello della lottizzazione Raggio subito prima dei tunnel veicolari.
Gravi furono anche i danni nella seconda guerra mondiale ai piani superiori, come la scomparsa di un camino monumentale, ma anche della grande decorazione che doveva arricchire una dimora in cui si svolsero le adunanza degli Arcadi, di cui per altro rimane parte di affreschi al piano rialzato (segreteria) con Enea e Didone di mano vicina a Bernardo Castello.